# Brusselator

Boven: De Brusselator in de instabiele toestand(A=1, B=3): Het systeem nadert een limietcykel Beneden: De Brüsselator in de stabiele toestand met A=1 and B=1.7: Voor B<1+A^{2} is het systeem stabiel en nadert naar een dekpunt.

Simulation van de brusselator als diffusiesysteem voor een reactie in twee ruimtelijke dimensies

De Brusselator is een theoretisch model voor een type autokatalytische reactie.
Het Brusselatormodel werd voorgesteld door Ilya Prigogine en zijn medewerkers van de Université libre de Bruxelles.
Het is een samentrekking van Brussel en oscillator.
De Brusselator wordt gekenmerkt door de reacties:
{\displaystyle A\rightarrow X}
{\displaystyle 2X+Y\rightarrow 3X}
{\displaystyle B+X\rightarrow Y+D}
{\displaystyle X\rightarrow E}
Onder de voorwaarde dat A en B in grote overmaat aanwezig zijn, kan hun concentratie als constant worden beschouwd. De vergelijkingen voor de reactiesnelheid worden dan:
{\displaystyle {d \over dt}\left\{X\right\}=\left\{A\right\}+\left\{X\right\}^{2}\left\{Y\right\}-\left\{B\right\}\left\{X\right\}-\left\{X\right\}\,}
{\displaystyle {d \over dt}\left\{Y\right\}=\left\{B\right\}\left\{X\right\}-\left\{X\right\}^{2}\left\{Y\right\}\,}
waar, voor de eenvoud, de reactiesnelheidsconstante n gelijk aan 1 worden gesteld.
De Brusselator heeft een dekpunt bij:
{\displaystyle \left\{X\right\}=A\,}
{\displaystyle \left\{Y\right\}={B \over A}\,}.
Het dekpunt wordt instabiel wanneer:
{\displaystyle B>1+A^{2}\,}
wat leidt tot een oscillatie van het systeem. In tegenstelling tot de Lotka-Volterravergelijking hangen de oscillaties van de Brusselator niet af van de hoeveelheid reactant die oorspronkelijk aanwezig was. In plaats daarvan naderen de oscillaties, na voldoende tijd, tot een limietcykel.
Het bekendste voorbeeld is de klokreactie of Belousov-Zhabotinsky-reactie (BZ-reactie). Deze kan worden opgewekt met een mengsel van kaliumbromaat ({\displaystyle \mathrm {KBrO_{3}} }), malonzuur ({\displaystyle \mathrm {CH_{2}(COOH)_{2}} }), en mangaansulfaat ({\displaystyle \mathrm {MnSO_{4}} }) dat in verhit zwavelzuur ({\displaystyle \mathrm {H_{2}SO_{4}} }) wordt bereid.

## Opmerking
Dit is een vertaling van het artikel op de Engelstalige Wikipedia.